# 1898 en Lorraine
Chronologie de la Lorraine
- 1894
- 1895
- 1896
- 1897
- 1898
- 1899
- 1900
- 1901
- 1902

Cette page est une liste d'événements qui se sont produits durant l'année 1898 en Lorraine.

## Événements

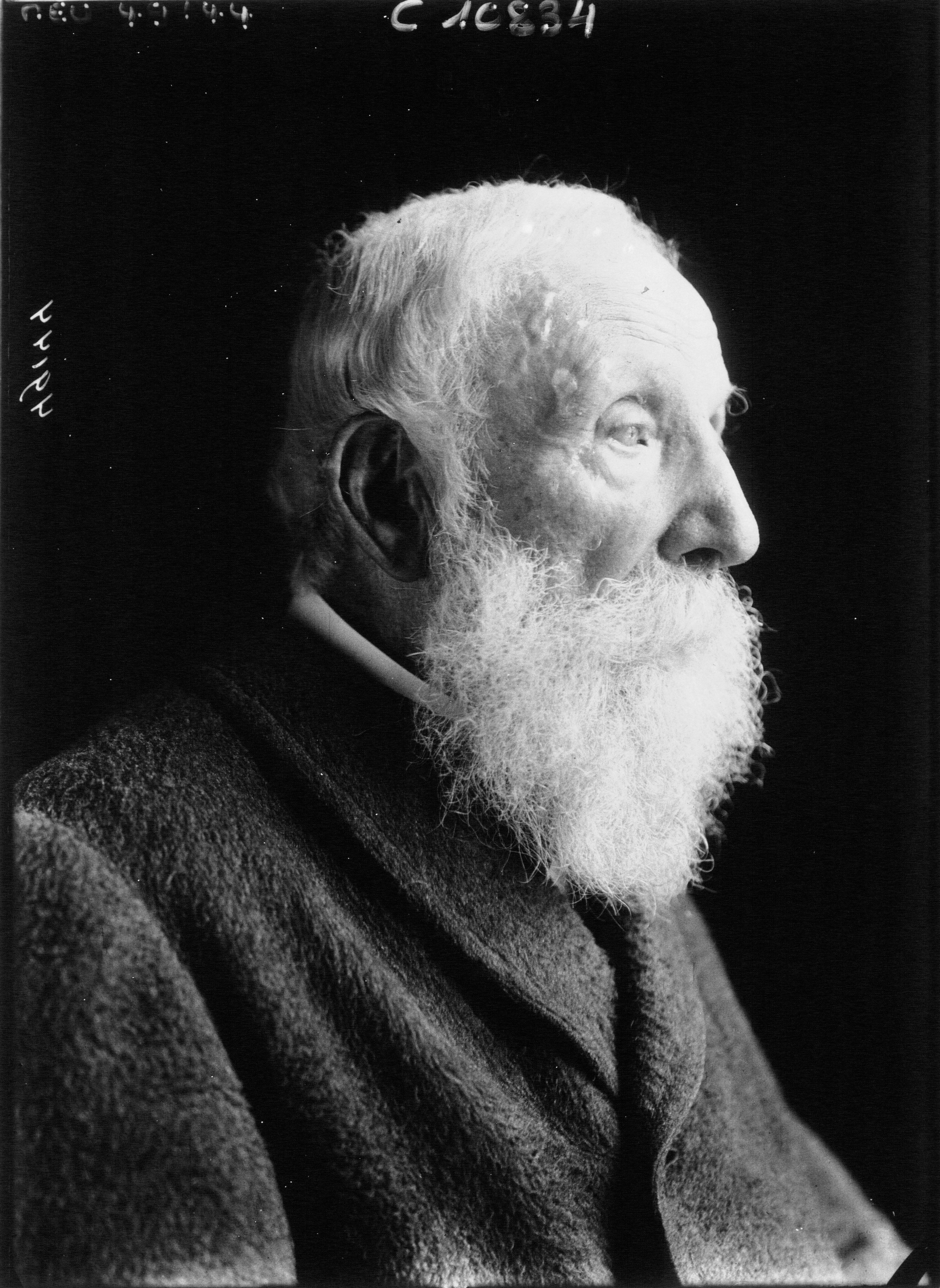
Alfred Mézières

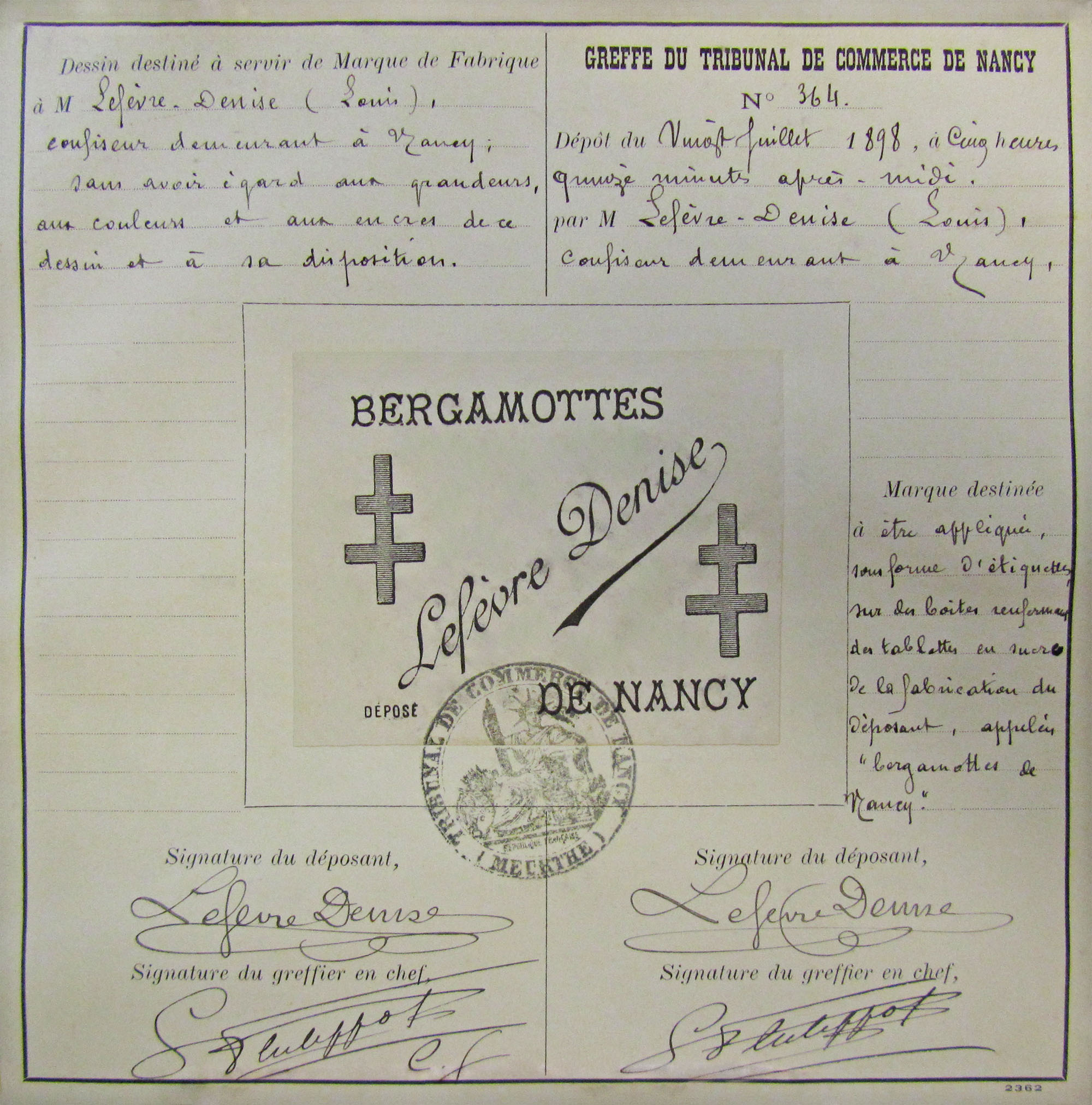
Dépôt de la marque de fabrique Bergamottes de Nancy signé Lefèvre-Denise et daté du 20 juillet 1898

- Alfred Mézières est élu président du Conseil général de Meurthe-et-Moselle jusqu'en 1906[1].
- Karl Ferdinand von Stumm se voit attribuer la concession de la mine Charles-Ferdinand, mine de fer dont l'exploitation a commencé en 1896 sur les communes d’Entrange et de Hettange-Grande en Moselle[2].
- Ouvertures de la Mine d'Havange et de la mine d'Homécourt [3].
- Jean Grillon fait partie des premiers dreyfusards nancéiens[4]. Il signe une pétition de soutien pour Émile Zola avec Charles Bernardin et Émile Gallé[5]
- Nancy est choisie comme siège du XXe Corps d'Armée[6].

- élus députés de Meurthe et Moselle : Alfred Mézières élu sénateur en 1900, remplacé par Albert Lebrun;  Ludovic Gervaize;  Nicolas Fenal;  Gustave Chapuis;  Albert Papelier;  Jules Brice.
- élus député de la Meuse :  Raymond Poincaré;  Paul Henry Ferrette;  Jules Sommeillier décédé en 1900, remplacé par Albert de Benoist;  Louis Prud'homme-Havette
- élus député des Vosges :  Jules Méline;  Thierry Comte d'Alsace;  Camille Krantz;  Henry Boucher;  Maximilien Kelsch qui siège avec les républicains;  Xavier Mougin;  Charles Ferry.
- 28 juillet : dépôt de la marque de fabrique Bergamottes de Nancy auprès du greffe du Tribunal de commerce de Nancy par Louis Lefèvre-Denise, confiseur à Nancy[7]. Cette marque désigne des tablettes de sucre cuit parfumé à l'essence naturelle du fruit bergamote[8], qui sont la spécialité de la ville de Nancy depuis le XVIIIe siècle.
- 29 juillet à Nancy : création de l’Automobile Club Lorrain (ACL), devenue association après 1901.
- 12 décembre : Aloïs Zuckermeyer, violeur et meurtrier d'une fillette de 7 ans est condamné à mort par la cour d'assise des Vosges[9].

## Inscriptions ou classements aux titre des monuments historiques

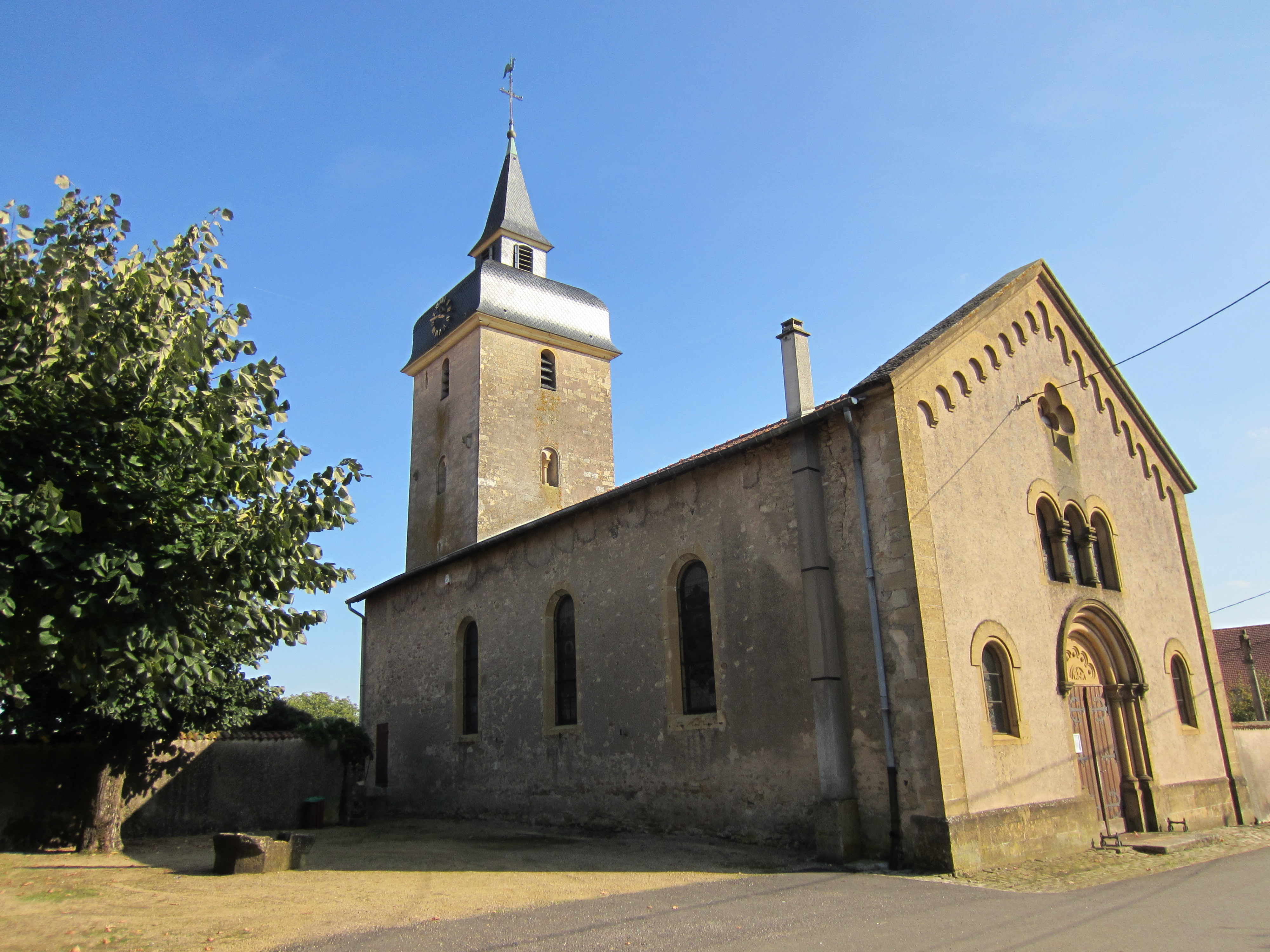
L'église de Vionville.

- En Moselle : Église Saint-Clément de Vionville[10]

## Naissances

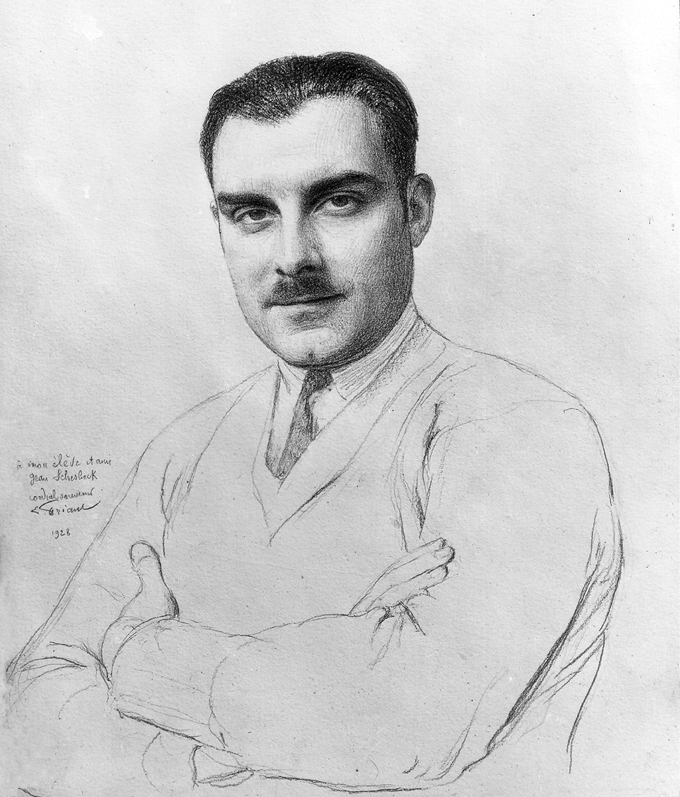
Portrait de Jean Scherbeck par Emile Friant - 1928

- 10 mars à Metz : Franz Siebe (décédé le  24 septembre 1970), homme politique allemand. Affilié à la CDU, il était membre du parlement de Basse-Saxe.
- 10 avril à Docelles : Jean René Claudel, spéléologue et préhistorien français, mort le 28 septembre 1979 à Épinal (Vosges). Il est surtout connu pour son activité associative à la tête du Groupe spéléo-préhistorique vosgien et des Chasseurs d'images spéléologiques.
- 11 avril à Samogneux : Gaston Marie Léon Thiébaut, mort le 17 septembre 1982 à Bar-le-Duc, homme politique français, comptable de profession.
- 5 mai à Nancy : Georges-Marie Bernanose, décédé le 28 mai 1974, dramaturge et auteur français de roman policier.
- 8 mai à Verdun  : Henri Adeline, mort le 1er mai 1971 à Châlons-sur-Marne[11], général et un résistant français. Il  combattit dans les rangs de l'armée de terre française pendant les deux guerres mondiales, et s'engagea à partir de 1943 dans les maquis de Dordogne puis, lors de la Libération, combattit dans le sud-ouest et contre les poches allemandes de Royan et de la Rochelle. Il est Compagnon de la Libération.
- 12 mai à Nancy : Monsieur Champagne, décédé le 30 juin 1971 à Gonesse, enseignant[12] et animateur radiophonique français. Chevalier de la Légion d'honneur.
- 20 mai à Lunéville : Éric Nessler, mort à Malesherbes (Loiret) le 18 février 1976[13], aviateur français, l'un des pionniers et un grand champion français de vol à voile.
- 2 juin à Champigneulles : Jean Scherbeck,  portraitiste d'art, mort à Nancy le 9 décembre 1989, photographe, dessinateur et peintre français connu pour ses portraits humains de gens simples du terroir.
- 8 juin à Metz : Gerhard von Wrisberg (1898-1986, officier supérieur allemand durant la Seconde Guerre mondiale. Commandant le 126e régiment d'artillerie sur le front russe, il a reçu la Croix allemande en or, en novembre 1942.
- 30 juin à Épinal : Georges René Laederich, mort le 12 novembre 1969 à Paris[14], industriel du textile dans les Vosges, engagé en politique aux confins de la droite et de l'extrême droite.
- 5 juillet à Épinal : André Badonnel, entomologiste français, spécialiste des psocoptères, mort le 30 avril 1991 à Paris 12e.
- 11 juillet à Sarreguemines : Georg Eißer (décédé le 4 juin 1964) est un juriste allemand. Il fut recteur de l'Université Eberhard Karl de Tübingen.
- 12 juillet à Lunéville : Antoinette Butte, morte le 30 avril 1986 à Tarascon, protestante française engagée, pionnière du scoutisme féminin à partir de 1916, puis responsable de la Communauté de Pomeyrol à partir de 1938.
- 13 juillet à Saulxures-sur-Moselotte : Yvonne de Komornicka, née Yvonne Roeschlin, morte le 31 octobre 1994 à Avignon[15], dite capitaine Kléber, résistante française, chef du mouvement Combat puis des Mouvements unis de la Résistance (MUR) de Vaucluse. Arrêtée, elle est déportée à Ravensbrück où elle eut à subir des expériences pseudo-médicales.
- 11 août :
  - à Aubure : Adrien Sadoul, mort le 6 octobre 1969 à Aubure[16], est un avocat puis un magistrat, militant nationaliste[17] et résistant français[18].
  - à Xirocourt : Claude Beauregard, mort le 7 juin 1931 en service aérien commandé à Sandoway en Birmanie, aviateur français. Pilote de chasse pendant la Première Guerre mondiale, après guerre il devient pilote de ligne à la compagnie aérienne Franco-roumaine, puis à l’Aéropostale et enfin à Air Orient. Il était un pionnier des lignes aériennes internationales et des vols de nuit.
- 18 août à Nancy : René Peeters, mort le 17 juin 1979 à Vandœuvre-les-Nancy, syndicaliste, résistant et homme politique français.
- 16 septembre à Gondrecourt-le-Château : Louis Jacquinot, mort le 14 juin 1993 à Paris, homme politique français.
- 1 octobre à Metz : Johannes Hintz (décédé en 1944), général de la Luftwaffe de la Seconde Guerre mondiale. Il fut l'un des premiers à recevoir la Croix de chevalier de la Croix de fer, dès 1940.
- 2 novembre à Plombières-les-Bains : René Résal, mort le 8 août 1967 dans le 5e arrondissement de Marseille, athlète français.
- 29 novembre à Metz : Ernst-Moritz Mungenast (décédé en 1964), fils d'un architecte autrichien[19],[20] romancier allemand de la première moitié du XXe siècle. Lorrain de cœur, il est l'auteur du roman Der Zauberer Muzo[21].
- 30 novembre à Nancy : Henri Jean Maresquelle[22], mort accidentellement le 29 octobre 1977 à Vendenheim (Bas-Rhin)[23], botaniste et mycologue français, professeur à l'Université de Strasbourg.
- 29 décembre à Saint-Mihiel : Jeanne Leleu, décédée à Paris le 11 mars 1979, compositrice française.

## Décès

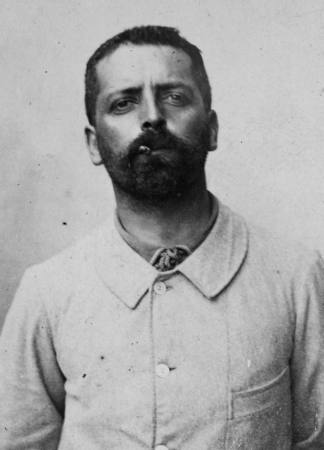
Camille Martin.

- Henri Lanique (né en 1839) homme politique lorrain[24]. Il a été député au Reichstag en 1889[25].
- 15 février à Berthelming : Arthur Benoit, né le 31 juillet 1828 à Bourdonnay (alors en Meurthe), collectionneur et bibliophile, archéologue et historien français[26].
- 6 août à Nancy : Jules Voirin, peintre français, né le 19 octobre 1833 à Nancy.
- 10 août à Clermont-en-Argonne (Meuse) : Marie François Jean Baptiste Delavigne dit Maurice Desvignes, né à Metz le 10 octobre 1816, journaliste et auteur dramatique français.
- 12 août : Paul Louis Antoine Brocchi, médecin, agronome et  naturaliste français, né le 2 mai 1838 à Nancy.
- 11 octobre à Nancy : Camille Martin, peintre, relieur, illustrateur et affichiste lorrain, né Camille Emmanuel Joseph Étienne Martin à Nancy le 14 février 1861[27]. Il fut membre du mouvement de l'École de Nancy.
- 26 novembre à Spincourt (Meuse) : Gabriel Royer, homme politique français né le 1er octobre 1825 à Scy-Chazelles (Moselle).